# Quinto Júlio Córdio
Quinto Júlio Córdio ou Cordo (em latim: Quintus Julius Cordius ou Cordus) foi um senador romano nomeado cônsul sufecto para o nundínio de novembro a dezembro de 71 com Cneu Pompeu Colega. Era aparentemente oriundo da cidade lusitana de Ebor e de uma família senatorial. 

## Carreira
Entre 64 e 65, Córdio foi governador de Chipre. Em 69, o "ano dos quatro imperadores", era legado imperial propretor na Gália Aquitânia e declarou sua província em favor de Otão e, logo em seguida, a Vitélio. 